# Puimsteen

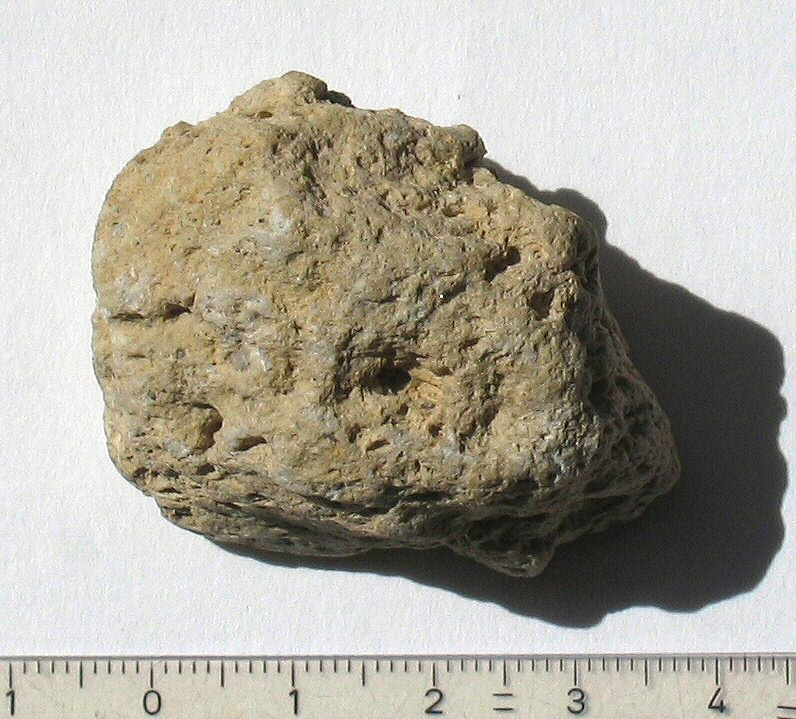
Puimsteen afkomstig van het Griekse vulkaaneiland Santorini. Schaal is in cm.

Puimsteen of puim (veelvoorkomend Duits leenwoord: bims) is een vulkanisch gesteente dat gekenmerkt wordt door een grote porositeit. Door de grote hoeveelheid kleine holtes in het gesteente is het zeer licht en kunnen vele variëteiten van puimsteen op water blijven drijven. Daardoor kan puimsteen als het door zeestromingen wordt meegenomen ver van de plaats van ontstaan terechtkomen.

## Ontstaan
Puimsteen ontstaat wanneer bij een vulkanische uitbarsting de vloeibare lava, die een grote hoeveelheid gassen bevat, zodanig snel afkoelt dat de gasbelletjes de tijd niet krijgen te ontsnappen en in het gesteente vast komen te zitten. De samenstelling van puimsteen is felsisch (dat wil zeggen dat het veel silica bevat). De mafische variant van puimsteen wordt scoria genoemd.

## Gebruik
Puimsteen werd al in de Oudheid gebruikt als constructiemateriaal. Gemalen puimsteen wordt als ingrediënt gebruikt voor bepaalde betonsoorten. Door de in de poriën opgesloten lucht is het een uitstekende isolator. Het werd in combinatie met bijvoorbeeld portlandcement ook in drijfsteen gebruikt. Puimsteen ofwel bims wordt ook veel gebruikt in de grond-, weg- en waterbouw als licht ophoogmateriaal voor bijvoorbeeld de aanleg van wegen, aanvulling van (riool)sleuven en opvulling van kruipruimten. Vooral in het westen van Nederland, waar de slappe veenbodem voor een slechte ondergrond zorgt, vindt de lichte steensoort toepassing.
Puimsteen werd ooit gebruikt als middel om zich te scheren. Het was een schuurmiddel bij het afwerken van hout, en in de jaren 1970 een hulpmiddel om spijkerbroeken een vale kleur te geven. Een andere toepassing is bij het verwijderen van eelt. In de glastuinbouw komt het voor als substraat voor planten.

## Soorten
Er zijn verschillende soorten puimsteen, afhankelijk van waar het gevonden wordt:
- Liparibims wordt gevonden op het vulkanische eiland Lipari, Italië, een van Eolische Eilanden ten noordoosten van Sicilië.
- Yalibims wordt gevonden op het Griekse eiland Yali, op circa 30 kilometer afstand van het eiland Kos.
- Heklabims wordt gevonden bij de vulkaan "Hekla" in het zuidwesten van IJsland.
- Duitse bims wordt gevonden in de Eifel.

Vochtige dichtheid:
- Liparibims ca. 0,95 ton/m3 verdicht in het werk
- Yalibims ca. 1,05 ton/m3 verdicht in het werk
- Heklabims ca. 0,90 ton/m3 verdicht in het werk
- Duitse bims ca. 1,10 ton/m3 verdicht in het werk